# Etobicoke

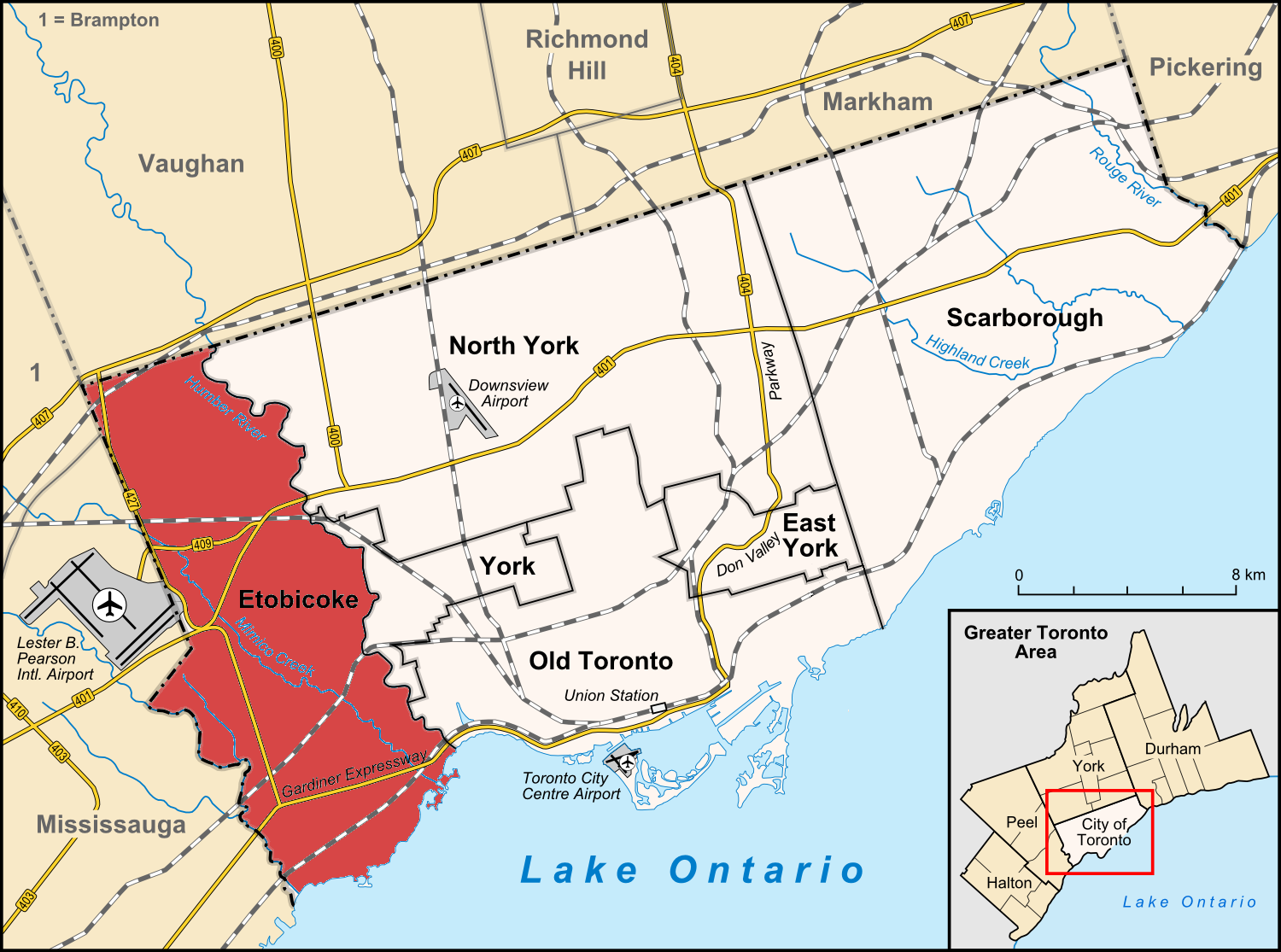
Situation d'Etobicoke (en rouge) dans la ville de Toronto.

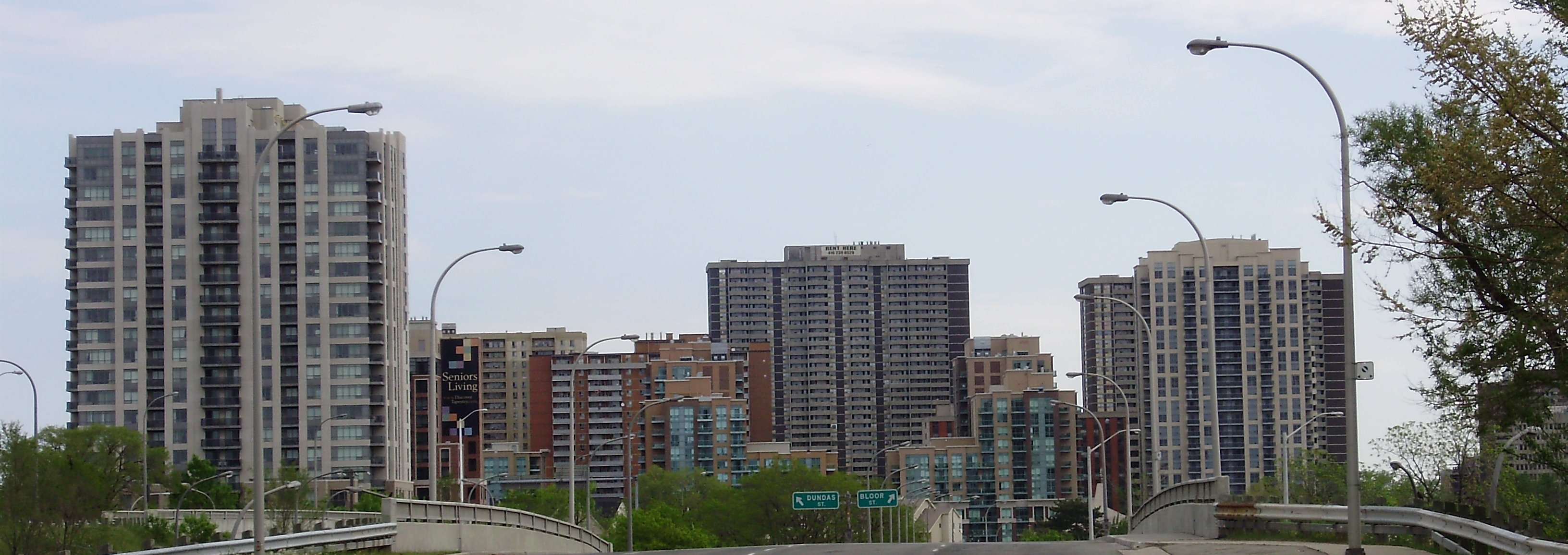
Vue du centre d'Etobicoke.

Etobicoke (/ɛ.ˈtoʊ.bɪ.koʊ/ ) est la partie occidentale de la ville de Toronto, Ontario, Canada, avec une population officielle de 338 117 habitants au recensement de 2001 et 334 491 à celui de 2006. Bien qu'elle ne regroupe que 13 % de la population de Toronto, elle recouvre environ 20 % de son territoire. Elle est bordée au sud par le lac Ontario, à l'est par la rivière Humber, à l'ouest par la ville de Mississauga et, tout près de la frontière, par l'aéroport international Pearson de Toronto, et au nord par la ville de Vaughan.

## Histoire
Différents groupes de peuples des Premières Nations ont utilisé le territoire qui est maintenant Etobicoke à différentes époques. Pendant que les Algonquins migraient progressivement vers l'ouest, de l'Atlantique vers le lac Érié, il est presque certain qu'ils ont occupé cet emplacement à un moment donné. Au moment où ceux-ci étaient essentiellement installés sur les rives de la baie Géorgienne, les Huron-Wendat étaient les principaux occupants de la rive nord du lac Ontario et, durant le XVIIe siècle, ils ont été chassés par les Haudenosaunee (Iroquois). Après avoir été continuellement harcelés par le sud, une coalition des nations algonquines Ojibway, Odawa et Potawatomi, connues comme les 3 feux, a graduellement repoussé les Haudenosaunee hors du territoire et les Mississaugas étaient installés là en 1695, pêchant et élevant du bétail localement l'été et chassant plus loin dans la nature l'hiver.
On suppose que l'explorateur français Étienne Brûlé a été le premier Européen à se rendre dans la région, aux alentours de 1615.
Le nom « Etobicoke » est dérivé du mot wadoopikaang en langue mississauga, qui signifie « lieu où poussent les aulnes sauvages », qui était utilisé pour décrire la zone comprise entre la crique d'Etobicoke et la Humber. 
Les britanniques comptaient inclure Etobicoke dans l'achat de Toronto aux Indiens en 1787. Toutefois, la localisation de la limite ouest du territoire visé par la transaction, sur la Humber ou à la crique d'Etobicoke, a été controversée. Les Mississaugas ont autorisé l'arpenteur britannique Alexander Atkins à reconnaître le territoire disputé, et finalement la controverse a été résolue, les Mississaugas reconnaissant que la transaction couvrait les territoires jusqu'à la crique d'Etobicoke et les Britanniques payant 10 shillings de plus pour l'achat. Le premier arpenteur provincial, Augustus Jones, l'a épelé « ato-be-coake ». Etobicoke a finalement été adopté officiellement en 1795 sur instruction du lieutenant-gouverneur John Graves Simcoe.
Les colons ont commencé à arriver de Grande-Bretagne. Les premiers habitants d'Etobicoke comprenaient de nombreux Queen's Rangers, à qui une parcelle a été donnée dans la région par le lieutenant-gouverneur Simcoe pour aider à protéger la nouvelle capitale du Haut-Canada. En 1795, l'honorable Samuel Bois Smith, capitaine dans les Queen's Rangers, a reçu une pension de 1530 acres, allant de l'avenue Kipling à la crique d'Etobicoke, et jusqu'à Bloor Street au nord. Les premières lettres patentes ont été délivrées au sergent Patrick Mealey le 18 mars 1797 pour un emplacement du côté ouest de Royal York Road sur le lac Ontario. D'autres terrains ont été donnés aux membres des Queen's Rangers entre Royal York Road et Kipling Road, au sud de Bloor Road. 
Le recensement de 1805 a décompté 84 personnes vivant dans le village d'Etobicoke. En 1806 William Cooper a bâti une minoterie et une scierie sur la rive ouest de la Humber, juste au sud de Dundas Street. Le recensement de 1809 a dénombré 137 résidents. Le pont de la rue Dundas a été ouvert en 1816, améliorant l'accessibilité du village. 
Le 18 mai 1846, l'Albion Road Company a été incorporée. Son but était de construire et entretenir une route en direction du nord-ouest d'Etobicoke, où un nouveau développement était prévu. En même temps, John Grubb, qui avait déjà fondé Thistletown, a embauché l'arpenteur John Stughton Dennis pour planifier un développement à l'intersection de Islington Avenue et Albion Road, destiné à s'appeler St Andrew's. Le plan 6 de ce développement a été enregistré le 15 octobre 1847. Le recteur français du Upper Canada College, Jean du Petit Pont de la Haye, a fait appel à l'arpenteur James McCallum Jr pour tracer les plans du développement prévu par la Albion Road Company, et le plan 28 a été déposé pour Claireville le 12 octobre 1849.
Le village d'Etobicoke a été incorporé le 1er janvier 1850. La première réunion du conseil municipal a eu lieu le 21 janvier. Y assistaient le maire William Gamble, le vice-maire W. B. Wadsworth, et les conseillers Moses Appleby, Thomas Fisher et John Geddes.
Le conseil de ville a tenu des réunions mensuelles à différents endroits. En 1850, la population s'établissait à 2 904 personnes, et 2 976 en 1881.
En 1911, la communauté de Mimico a été incorporée sur des terrains pris au village d'Etobicoke. New Toronto a été incorporée le 1er janvier 1913. Dès lors il a été question de fusionner Mimico et New Toronto. En 1916, cette fusion a été approuvée par référendum par les habitants de Mimico, et rejetée par ceux de New Toronto. En 1920, le village de New Toronto est devenu une ville. Long Branch a été incorporé en 1931. 
En 1954, la ville d'Etobicoke a été englobée dans la municipalité régionale récemment formée, la Municipality of Metropolitan Toronto. 
En 1967, Etobicoke est fusionnée avec trois petites municipalités riveraines du lac: Long Branch, New Toronto, et Mimico, pour former le comté d'Etobicoke, qui a été réincorporé comme ville en 1983.
En 1998, six municipalités locales, dont Etobicoke, et la municipalité régionale du Metropolitan Toronto ont été fusionnées pour former la ville actuelle de Toronto.

## Démographie
En 2001, Etobicoke comptait 65,2 % de blancs, 12 % d'asiatiques du sud-est, 9 % de noirs, 3 % de Chinois, 2 % de Latino-Américains, 2 % de Philippins, 1 % de Coréens, 1 % d'asiatiques de l'ouest, 1 % d'arabes et 4 % d'autres origines ethniques. . Environ 46 % de la population est composée d'immigrants.

## Culture

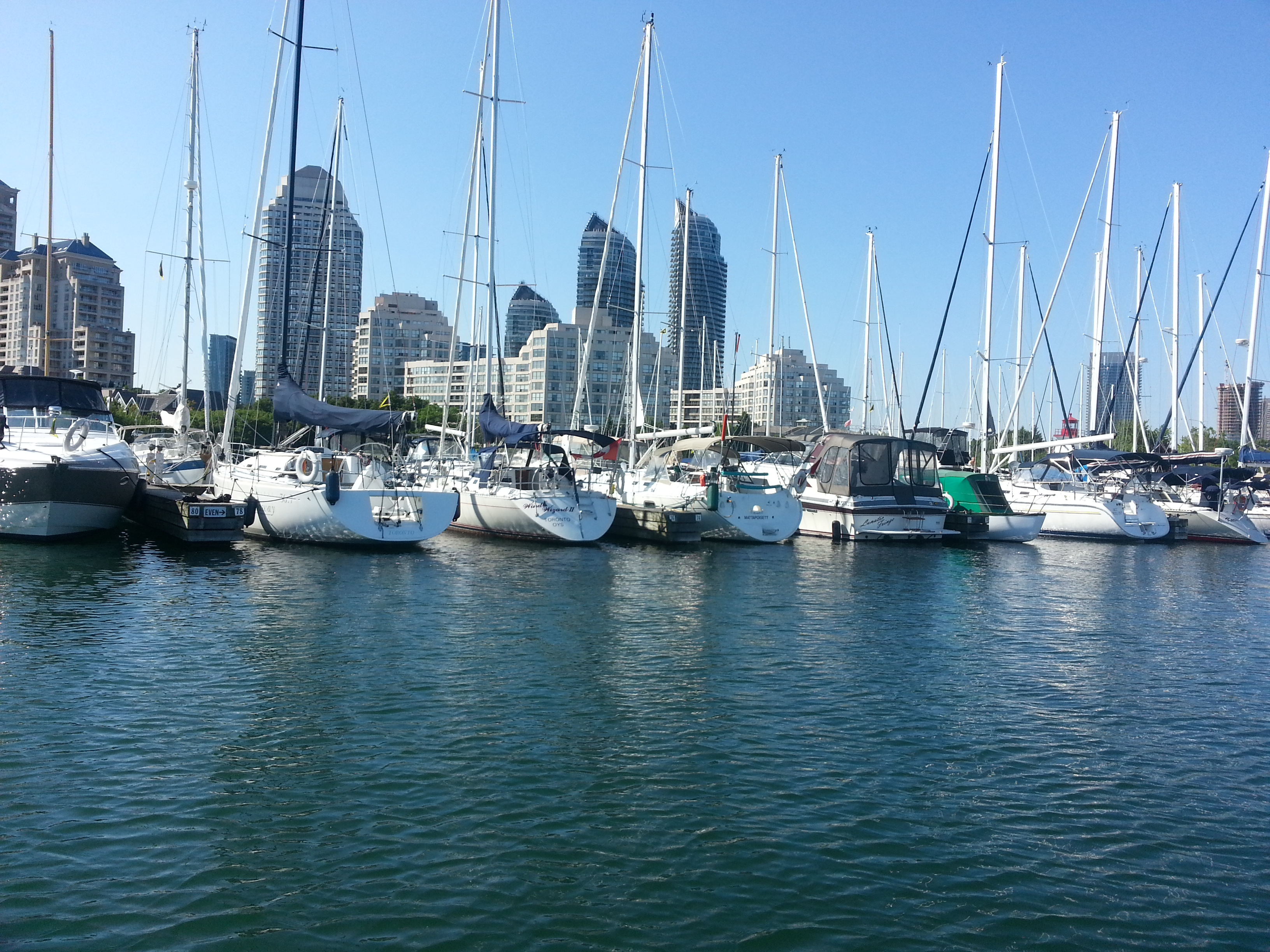
Bateaux au Mimico Cruising Club.

Etobicoke a la plus faible densité de population parmi les anciennes villes et quartiers qui composent à présent la ville de Toronto. Cela est surtout dû à son grand nombre de terrains industriels. Plusieurs autoroutes majeures traversent le secteur, le rendant idéal pour le transport automobile. Les transports en commun ne desservent pas très bien le secteur, avec peu de connexions rapides. 
Etobicoke comprend de nombreuses exceptions au quadrillage régulier des rues de Toronto. Plusieurs viaducs et intersections étranges, comme Bloor-Kipling-Dundas ouest, ont été créées dans le but de réconcilier la grille avec ces hasards de planification. 

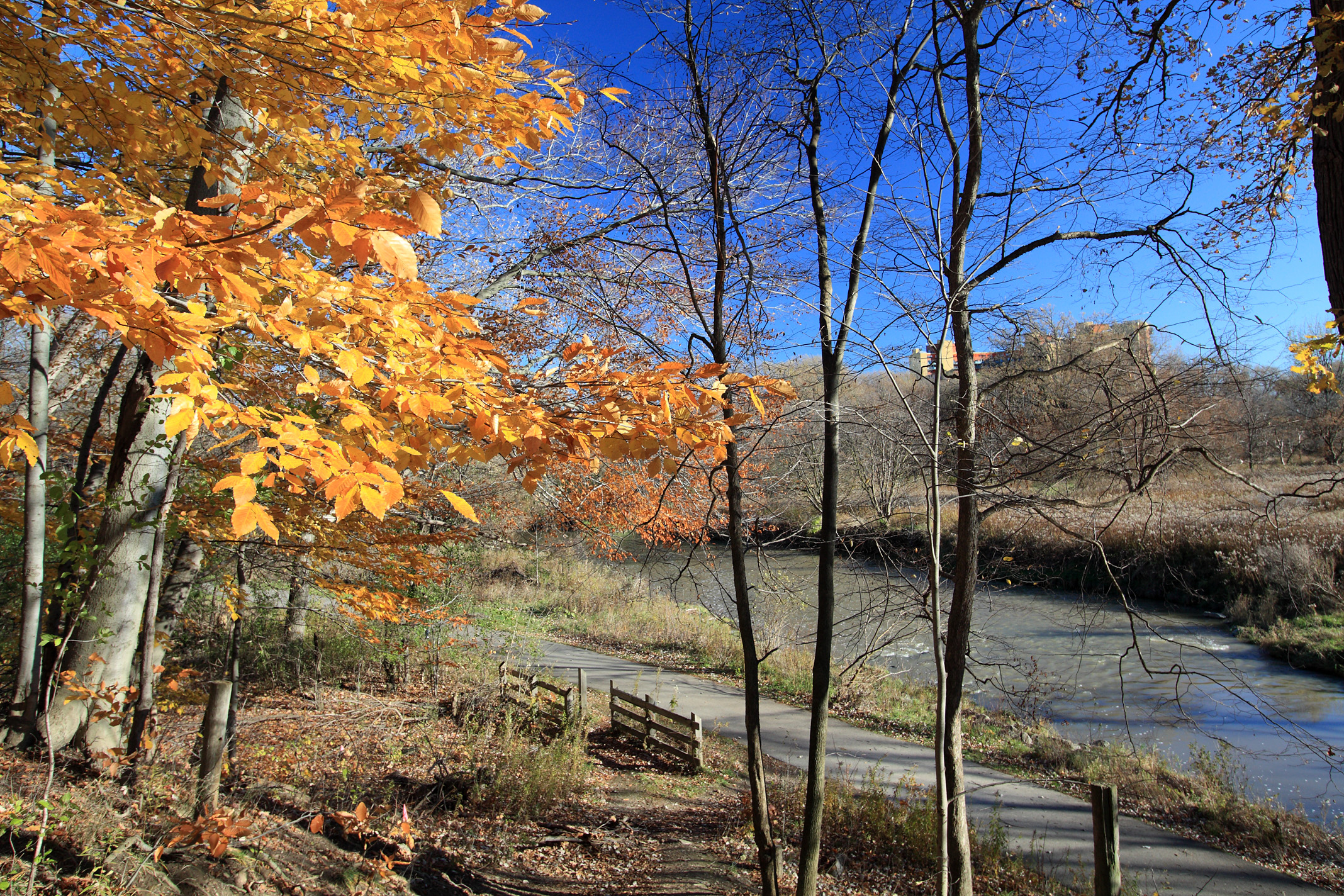
Le parc d'Humber Woods.

Etobicoke possède de nombreux parcs publics, le plus notable d'entre eux étant le James Gardens sur les rives de la rivière Humber. Le parc comprend des fleurs saisonnières, des allées, un jardin minéral, des jeux et des chutes d'eau. C'est un lieu très couru pour prendre des photographies nuptiales. Le parc Humber Bay est situé en majeure partie à Etobicoke. 
Les secteurs du centre et du sud d'Etobicoke sont mieux desservis par le transport en commun et plus proches du centre-ville. Ces secteurs, tels que Markland Wood, The Kingsway et New Toronto, sont constitués de vastes espaces verts, de nombreux parcs, de parcours de golf (dont le St. Georges Golf & Country Club, classé 3e meilleur au Canada ), de nombreux restaurants et cafés, et des boutiques de haut de gamme.  Le développement résidentiel se compose essentiellement de maisons unifamiliales. Le quartier de Kingsway sud a attiré de nombreuses personnes et familles aisées (en 2001, plus de la moitié des ménages ont un revenu dépassant 100 000 $/année  et reste l'un des quartiers les plus huppés de Toronto. 
Les secteurs centraux d'Etobicoke, bien que plus éloignés des lignes de métro, sont néanmoins bien desservis par les autobus de transport en commun. Ces quartiers sont généralement dédiés à la classe moyenne. 
Malheureusement, certains secteurs d'Etobicoke sont devenus des proches banlieues négligées, comme Rexdale. Les infrastructures construites dans l'optique du "tout-automobile" des années 60 sont vétustes. Ces secteurs sont essentiellement des plaines sans arbres, goudronnées, semées de bâtiments sans étage et sans recherche esthétique. La faible valeur immobilière en a fait des secteurs où la pauvreté et le crime se concentrent. Ces secteurs du centre et du nord d'Etobicoke comprennent de nombreux complexes d'habitation de haute densité, implantés dans des espaces verts dégagés et des parcs. 
Etobicoke est le siège du Humber College, de l'université de Guelph-Humber, du Woodbine Race Track and Slots, du Woodbine Centre et du centre commercial Sherway Gardens. 

## Économie

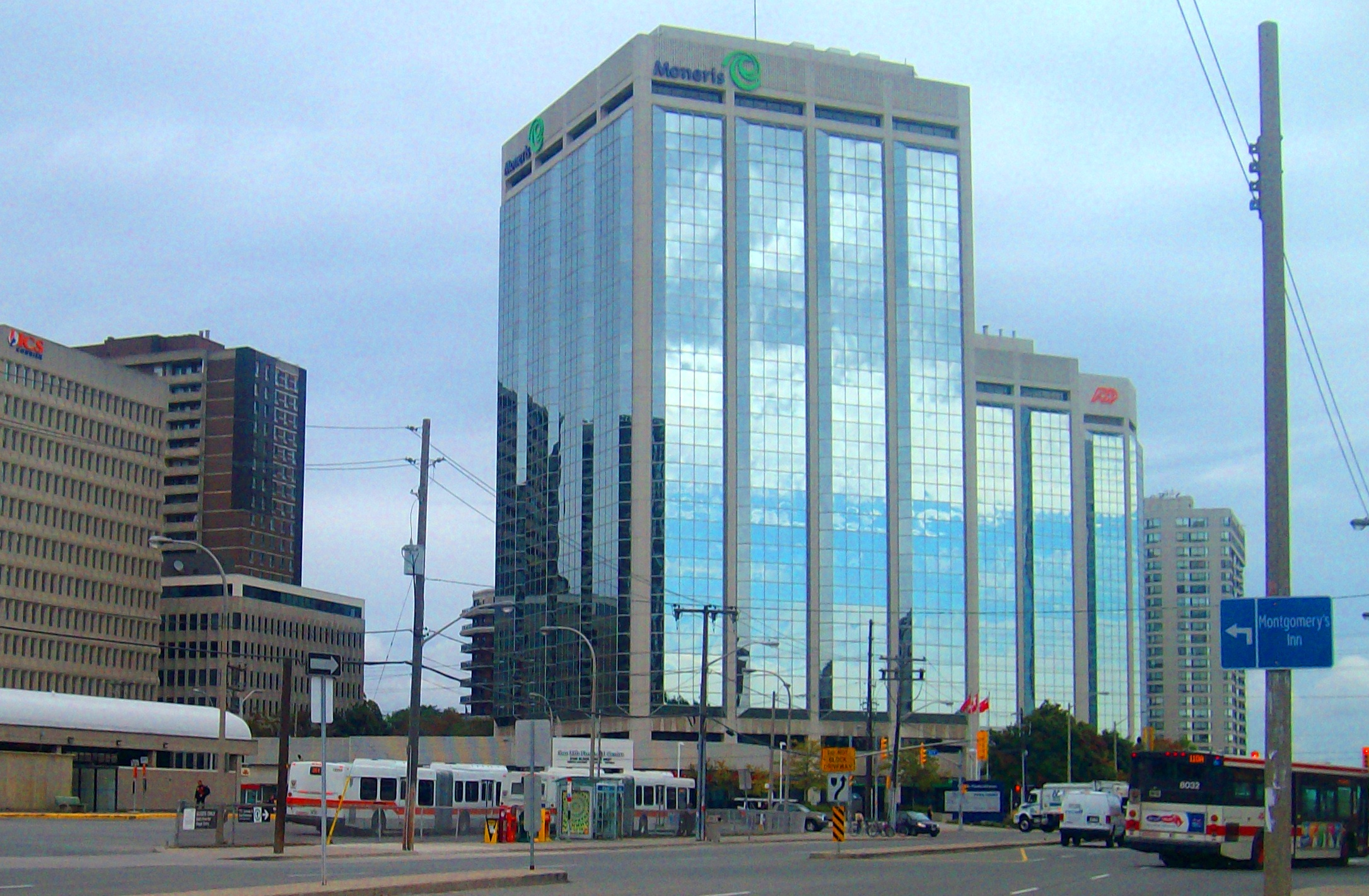
Bâtiments commerciaux à Etobicoke.

Pizza Pizza a son siège à Etobicoke. La compagnie Sunwing Airlines a son siège à Etobicoke.

## Éducation
Le Conseil scolaire du district de Toronto est compétent pour les écoles publiques en anglais, le Conseil scolaire Viamonde pour celles en français. Le Toronto Catholic District School Board a les écoles publiques catholiques. Le Conseil scolaire de district catholique Centre-Sud a les écoles publiques catholiques en français.

## Célébrités nées ou vivant à Etobicoke

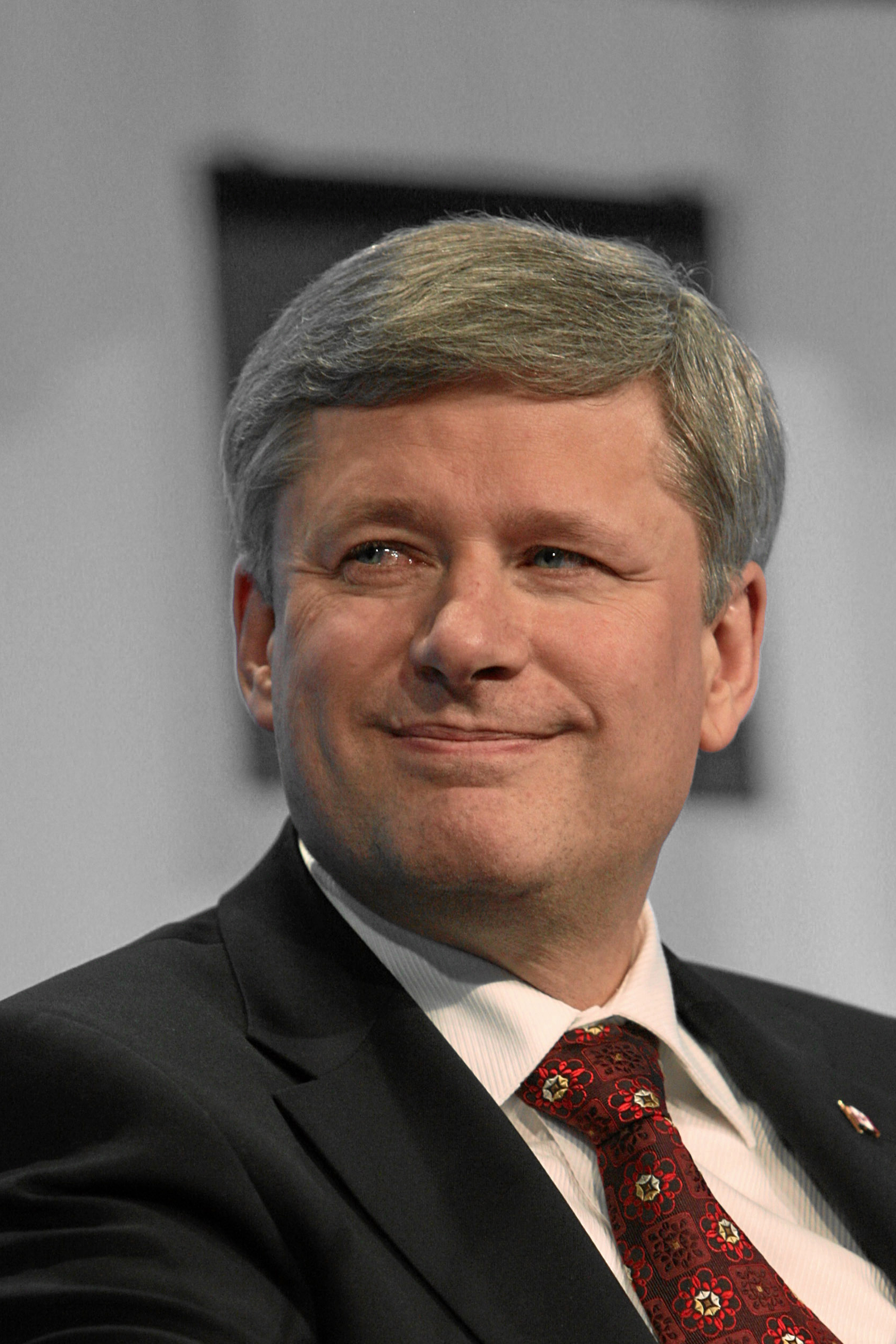
Stephen Harper

- Lisa Ray, actrice indo-canadienne, mannequin
- Jane Siberry, chanteuse, auteure de chansons et poétesse
- Michael Seater, acteur
- Manny Fernandez, joueur de hockey professionnel
- Stephen Harper, premier ministre du Canada, a fréquenté le Richview Collegiate Institute.
- Dave Foley, acteur
- Brendan Shanahan, joueur de hockey professionnel
- Catherine O'Hara, actrice
- Robin Duke, actrice
- Allan Rock, ministre de la Santé et ambassadeur du Canada aux Nations unies, a fréquenté le Richview Collegiate Institute
- Keanu Reeves, acteur
- Paul Stalteri, joueur de football ("soccer") professionnel
- Kiefer Sutherland, acteur, a fréquenté le Martingrove Collegiate Institute
- Emily Haines, chanteuse, a fréquenté la Etobicoke School of the Arts
- Estella Warren, mannequin et actrice, a fréquenté le Silverthorn Collegiate Institute
- Ken Dryden, homme politique et gardien de but de la LNH, a fréquenté le Etobicoke Collegiate Institute
- Katheryn Winnick, actrice
- Jeff Healey, musicien de rock
- Wayne Gretzky, joueur de hockey professionnel, a fréquenté le West Humber Collegiate Institute
- Cali Timmins, actrice, a fréquenté le Richview Collegiate Institute.
- John Barrett, volleyeur professionnel.
- Brooke Lynn Hytes, drag queen.
- Tom Lawson, général de l'Aviation royale du Canada